# Tschermigite
La tschermigite est un minéral incolore de la famille des sulfates, de formule chimique NH4Al(SO4)2·12 H2O. Son nom fait référence à la ville de Černíky (ou Tschermig) en Tchéquie, près de laquelle on l'a découverte en 1852,,.
On trouve de la tschermigite dans les feux de mine, les schistes bitumineux et les fumerolles. Très soluble dans l'eau, elle ne peut subsister que dans des conditions d'extrême sécheresse.